# Poppo Bockes van Burmania
Jonker Poppo (Bockes) van Burmania (circa 1610 - Geldern, 26 augustus 1638) was een Nederlands edelman en militair. Hij was kapitein en hofmeester van prins Hendrik Casimir I van Nassau-Dietz.

## Leven
Van Burmania, telg uit het oud adellijke Friese geslacht Van Burmania, werd geboren als zoon van Bocke van Burmania (ca. 1576 - 1629) en een Frau van Burmania (†15 aug 1620). Poppe volgde zijn vader, na diens overlijden, op als eigenaar van de Unia State (Edens). 

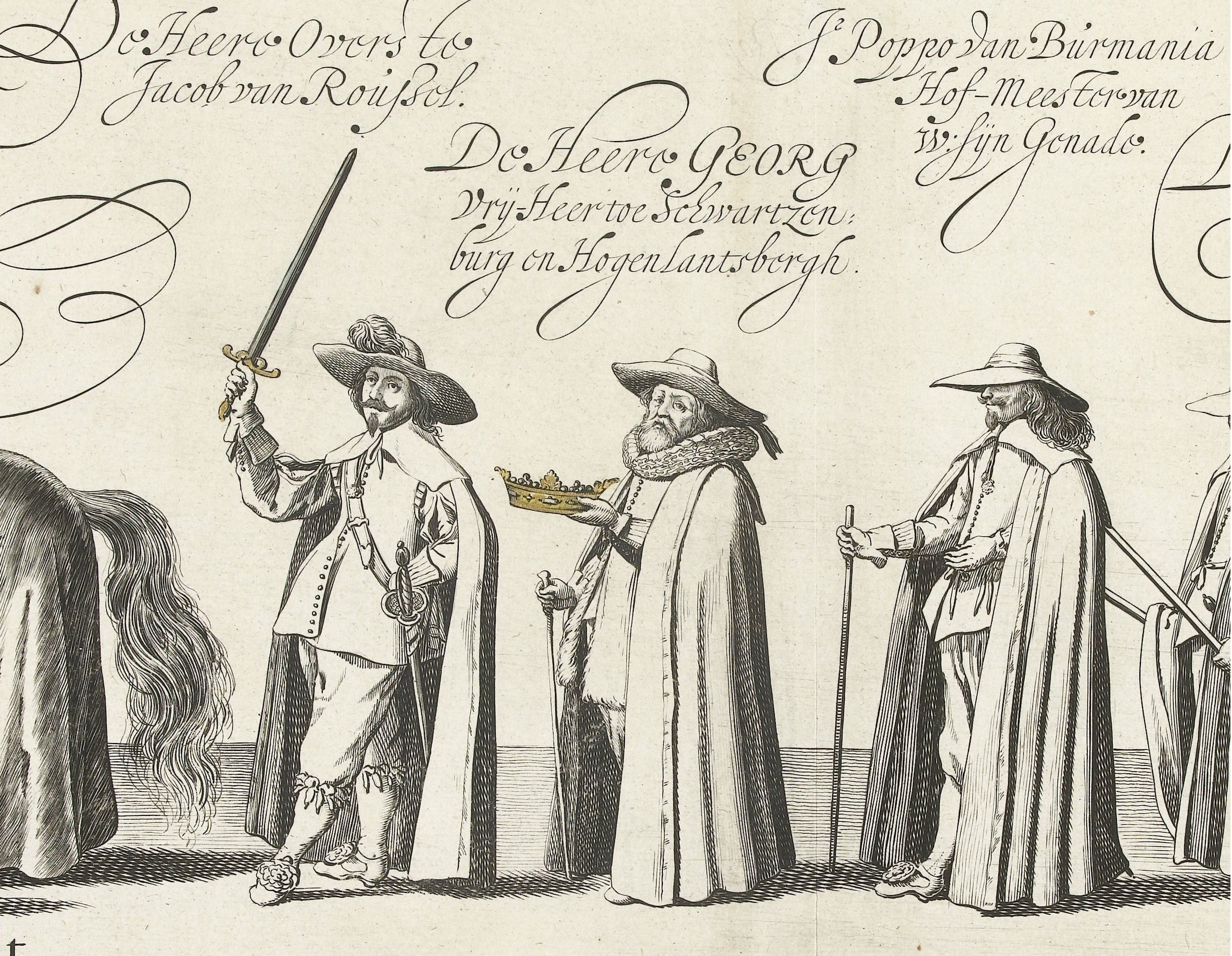
Jr. Poppo van Burmania (rechts) als 'Hof-Meester van sijn Genade' in de begrafenisstoet van stadhouder Ernst Casimir van Nassau-Dietz te Leeuwarden, 1633

Op 12 december 1621 stond hij ingeschreven als student te Franeker onder de naam: Pompeius à Burmania.
Van Burmania trouwde op 10 of 17 augustus 1634 met Oedt Sickinghe (1611-1637), telg uit het Groningse geslacht Sickinghe. Haar vader was Johan Sickinghe (1576-1652), heer van de Warffumborg en een zeer vermogend en invloedrijk edelman uit Noord-Groningen. Samen met Oedt kreeg Poppo een zoon, Bocke van Burmania (1637-1702) genaamd. Oedt overleed na het baren van deze zoon. 

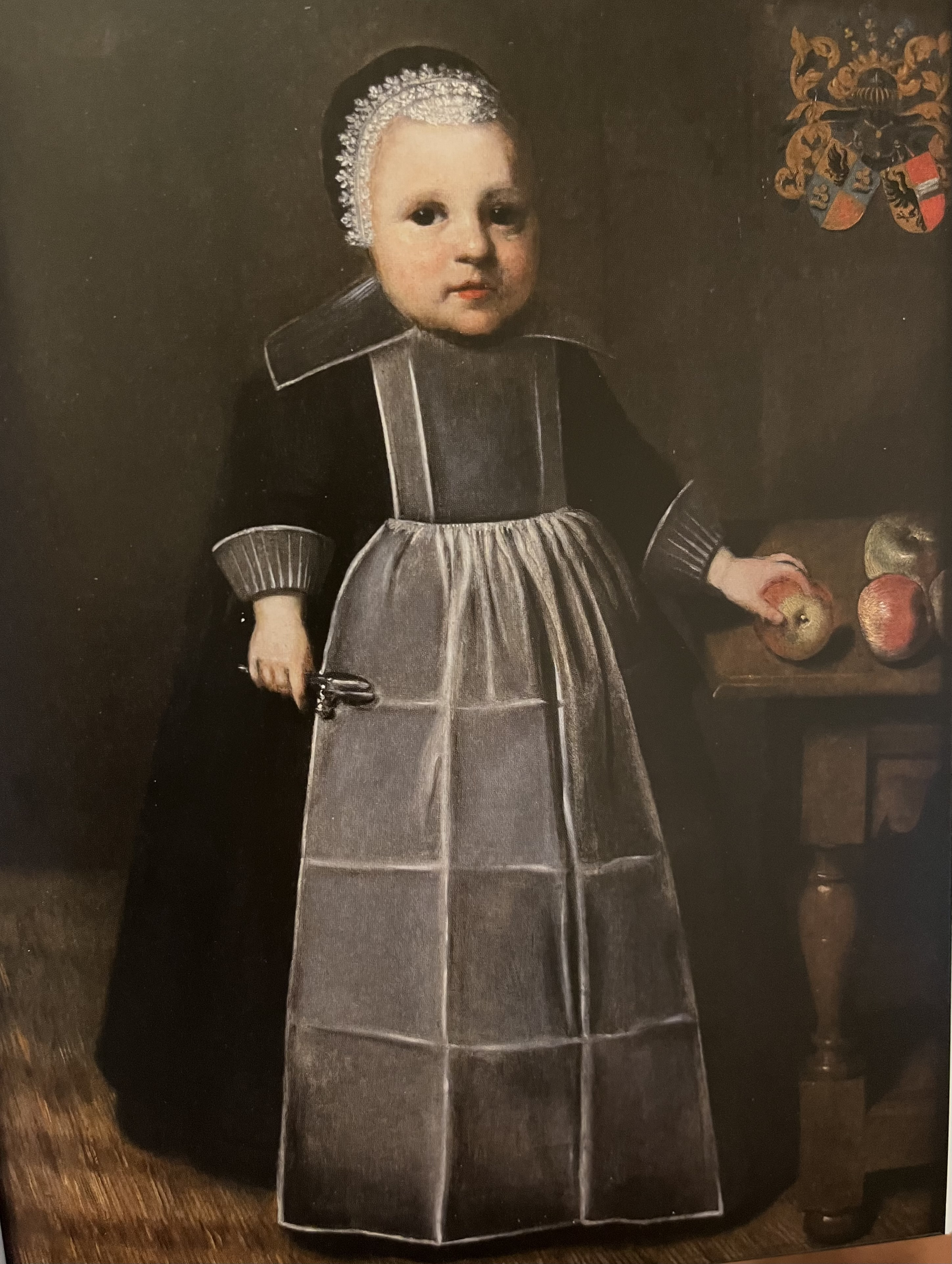
Schilderij van de zoon van Poppo en Oedt, Bocke van Burmania (1637-1702). Rechtsboven de wapens Van Burmania en Sickinghe (rechts).

Na het overlijden van Poppo in 1638 trad Johan Sickinghe, grootvader van Bocke, op als voogd. Bocke erfde de Uniastate van zijn ouders. Van Burmania en zijn vrouw Oedt werden begraven in de kerk van Edens. Hun grafzerk is daar in de 21e eeuw nog te vinden. 

## Als militair
Van Burmania werd op 17 november 1625 luitenant in de compagnie van kapitein Menno Houwerda van Meckema. Op 17 maart 1626 volgde hij Rinco van Lycklama op als kapitein. In 1630 bevond hij zich in de Bellingwolderschans. 
Vanaf 21 januari 1633 stond hij vermeld als hofmeester van prins Hendrik Casimir I van Nassau-Dietz. 
In 1635 werd hij de 2e majoor van het 2e Regiment Infanterie. In 1637 werd hij commandant van de Langakkerschans. Van Burmania overleed in 1638 nadat hij werd getroffen door een kogel bij een gevecht aan de Niers, nabij Geldern (Duitsland). Hij was toen sergeant-majoor der infanterie. 

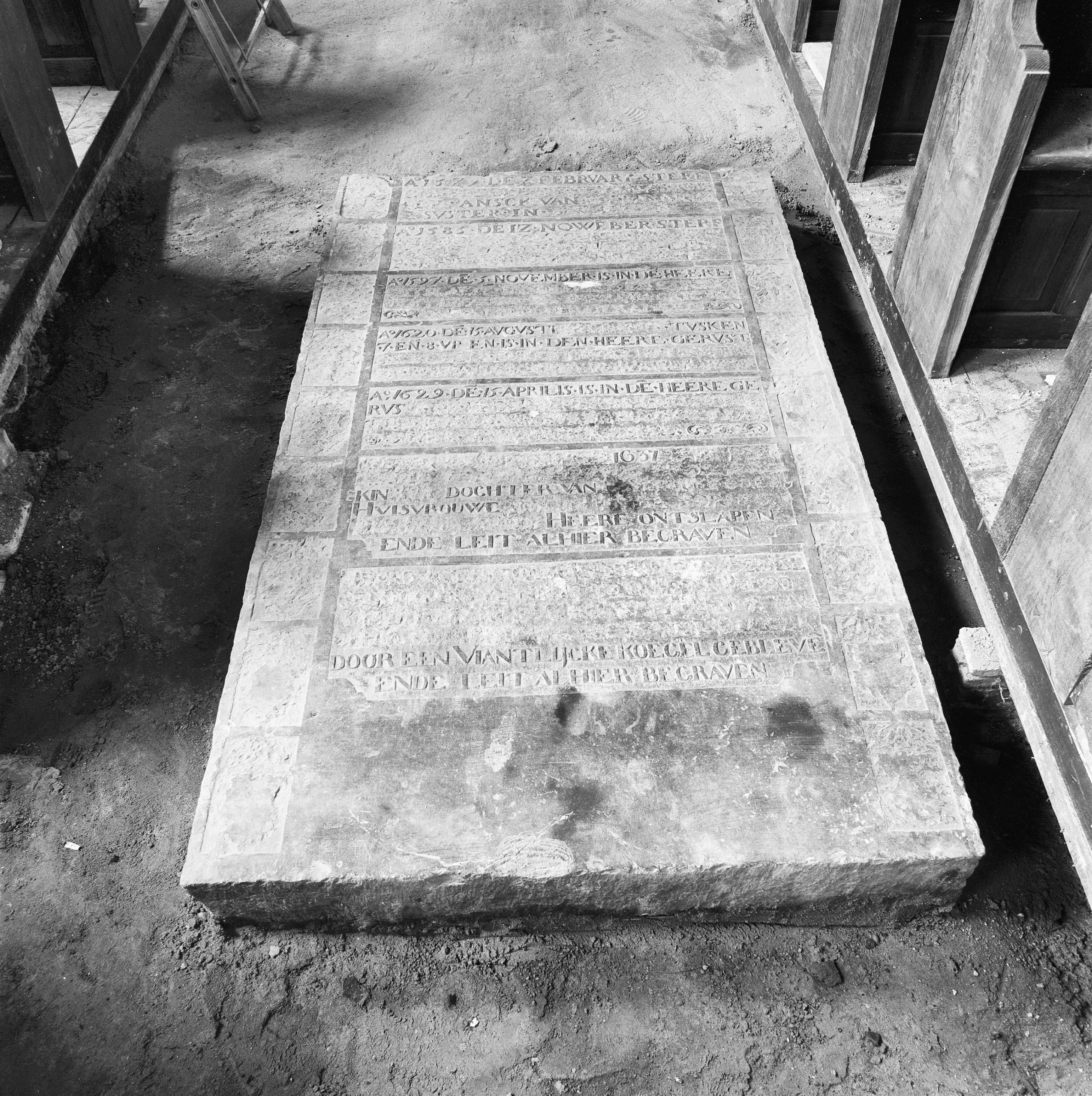
Grafzerk van o.a. Poppo van Burmania en zijn vrouw Oedt Sickinghe bij de kerk van Edens in Friesland